# Haplothrix simplex
Haplothrix simplex là một loài bọ cánh cứng trong họ Cerambycidae.